# Pasta con le fragole
I makaron z truskawkami ("pasta con le fragole") sono un piatto della cucina polacca, preparato versando una salsa di fragole e panna sulla pasta cotta. Il piatto può essere consumato a pranzo o come dessert e spesso viene servito nelle scuole.
Le origini della pasta con le fragole sono sconosciute, ma in Polonia le fragole vengono comunemente consumate insieme a piatti simili, infatti possono essere aggiunte al riso e alle zuppe o utilizzate come ripieno nei pierogi. La pasta con le fragole è comunemente consumata in estate, poiché la stagione delle fragole va da maggio a luglio e sono dunque mature e poco costose e sono particolarmente apprezzare per questo piatto le fragole casciube, poiché sono note per il loro gusto e il loro aroma, ritenuto di alta qualità.
Il piatto può essere servito a pranzo o come dessert e viene spesso consumato a casa o servito ai bambini nelle mense scolastiche: dunque è spesso considerato un alimento nostalgico associato all'infanzia.
Una variante del piatto chiamata makaron z serem i z truskawkami ("pasta con formaggio e fragole") è fatta aggiungendo formaggio fresco oltre alla panna o in sua vece.